# 1991 UC2
1991 UC2 är en asteroid i huvudbältet som upptäcktes den 29 oktober 1991 av de båda japanska astronomerna Seiji Ueda och Hiroshi Kaneda i Kushiro.
Asteroiden har en diameter på ungefär 5 kilometer.